# Coffeeville (Alabama)
Coffeeville é uma cidade  localizada no estado americano do Alabama, no Condado de Clarke.

## Demografia
Segundo o censo americano de 2000, a sua população era de 360 habitantes.
Em 2006, foi estimada uma população de 355, um decréscimo de 5 (-1.4%).

## Geografia
De acordo com o United States Census Bureau, a localidade tem uma área de 11,7 km², sem área coberta por água. Coffeeville localiza-se a aproximadamente 53 m acima do nível do mar.

## Localidades na vizinhança
O diagrama seguinte representa as localidades num raio de 40 km ao redor de Coffeeville.